# Mosteller-Formel
Die Mosteller-Formel ist eine mathematische Formel zur Abschätzung der Körperoberfläche A aus der Körpergröße h und dem Körpergewicht m beim Menschen:
{\displaystyle A={\frac {1}{60}}{\sqrt {{\frac {h}{\mathrm {cm} }}\cdot {\frac {m}{\mathrm {kg} }}}}\cdot \mathrm {m^{2}} }
{\displaystyle {\text{Körperoberfläche in m}}^{2}={\sqrt {\frac {{\text{Körpergröße in cm}}\cdot {\text{Körpergewicht in kg}}}{3600}}}}
Die Mosteller-Formel wurde 1987 vom US-amerikanischen Mediziner Robert D.  Mosteller aufgestellt und stellt eine vereinfachende Modifizierung der Gehan-George-Formel dar. Sie ist universell einsetzbar und eignet sich auch zur Berechnung der Körperfläche bei Kindern. Die Mosteller-Formel wird nach der klassischen DuBois-Formel am häufigsten zur Berechnung der Körperoberfläche verwendet und gewinnt dank ihrer Einfachheit zunehmend an Bedeutung. Die Verwendung der Mosteller-Formel wird darüber hinaus auch auf Grund ihrer Genauigkeit in mehreren Leitlinien empfohlen.